# Daniel Steiger
Pour les articles homonymes, voir Steiger.
Daniel Steiger, né le 21 août 1966 à Rickenbach, est un coureur cycliste suisse. Professionnel de 1989 à 1993, il a notamment remporté le Trophée Matteotti.

## Palmarès
- 1985
  - Tour du Jura
- 1987
  - 3e de Sierre-Loye
- 1988
  -  Champion de Suisse de la montagne
  - Prologue du Circuit franco-belge
  - 2e étape du Tour du Tessin
  - Littau-Glaubenberg :
    - Classement général
    - 1rea et 1reb (contre-la-montre) étapes

  - Tour de Suisse orientale :
    - Classement général
    - Prologue (contre-la-montre par équipes) et 3e étape

  - 1re et 2e étapes du Grand Prix Guillaume Tell
  - Tour du Leimental
- 1989
  - Grabs-Voralp :
    - Classement général
    - 1rea et 1reb (contre-la-montre) étapes

  - 1re et 3e épreuves du Trofeo dello Scalatore
  - 2e (contre-la-montre) et 3e étapes du Grand Prix Guillaume Tell
  - 2e du Tour de Suisse
  - 2e du Trofeo dello Scalatore
  - 2e du Grand Prix Guillaume Tell
- 1990
  - 2e du championnat de Suisse de la montagne
  - 2e du championnat de Suisse du contre-la-montre
  - 2e de Florence-Pistoia
  - 4e du Tour de Suisse
- 1991
  - Trophée Matteotti
  - 2e du championnat de Suisse sur route
- 1992
  - 3e du Grand Prix de l'industrie et de l'artisanat de Larciano

## Résultats sur les grands tours

### Tour d'Italie
3 participations
- 1990 : abandon
- 1991 : abandon (12e étape)
- 1992 : 129e